# Dansk Melodi Grand Prix
Dansk Melodi Grand Prix är Danmarks uttagning till Eurovision Song Contest. Evenemanget anordnas av Danmarks Radio, och hade premiär 1957.
Åren 1967–1977 hölls inte tävlingen, då Danmark inte deltog i Eurovision Song Contest under denna period. Åren 1994, 1998 och 2003 hölls inte tävlingen då Danmark inte deltog i Eurovision Song Contest på grund av svaga placeringar åren 1993, 1997 och 2002.

## Vinnare av Dansk Melodi Grand Prix
| Årtal  | Melodi                                                             | Framförare                        | Placering i Eurovision Song Contest |
| ------ | ------------------------------------------------------------------ | --------------------------------- | ----------------------------------- |
| 1957*  | "Skibet skal sejle i nat"                                          | Gustav Winckler & Birthe Wilke    | 3                                   |
| 1958   | "Jeg rev et blad ud af min dagbog"                                 | Rachel Rastenni                   | 8                                   |
| 1959   | "Uh, jeg ville ønske jeg var dig"                                  | Birthe Wilke                      | 5                                   |
| 1960   | "Det var en yndig tid"                                             | Katy Bødtger                      | 10                                  |
| 1961   | "Angelique"                                                        | Dario Campeotto                   | 5                                   |
| 1962   | "Vuggevise"                                                        | Ellen Winther                     | 10                                  |
| 1963   | "Dansevise"                                                        | Grethe & Jørgen Ingmann           | 1                                   |
| 1964   | "Sangen om dig"                                                    | Bjørn Tidmand                     | 9                                   |
| 1965   | "For din skyld"                                                    | Birgit Brüel                      | 7                                   |
| 1966   | "Stop - mens legen er go'"                                         | Ulla Pia                          | 14                                  |
| 1978   | "Boom Boom"                                                        | Mabel                             | 16                                  |
| 1979   | "Disco Tango"                                                      | Tommy Seebach                     | 6                                   |
| 1980   | "Tænker altid på dig"                                              | Bamses Venner                     | 14                                  |
| 1981   | "Krøller eller ej"                                                 | Tommy Seebach & Debbie Cameron    | 11                                  |
| 1982   | "Video, video"                                                     | Brixx                             | 17                                  |
| 1983   | "Kloden drejer"                                                    | Gry Johansen                      | 17                                  |
| 1984   | "Det' lige det"                                                    | Hot Eyes                          | 4                                   |
| 1985   | "Sku' du spørg' fra no'en?"                                        | Hot Eyes                          | 11                                  |
| 1986   | "Du er fuld af løgn"                                               | Trax (John Hatting & Lise Haavik) | 6                                   |
| 1987   | "En lille melodi"                                                  | Anne Cathrine Herdorf             | 5                                   |
| 1988   | "Ka' du se hva' jeg sa'?"                                          | Hot Eyes                          | 3                                   |
| 1989   | "Vi maler byen rød"                                                | Birthe Kjær                       | 3                                   |
| 1990   | "Hallo Hallo"                                                      | Lonnie Devantier                  | 8                                   |
| 1991   | "Lige der hvor hjertet slår"                                       | Anders Frandsen                   | 19                                  |
| 1992   | "Alt det som ingen ser"                                            | Kenny Lübcke & Lotte Nilsson      | 12                                  |
| 1993   | "Under stjernerne på himlen"                                       | Tommy Seebach                     | 22                                  |
| 1995   | "Fra Mols til Skagen"                                              | Aud Wilken                        | 5                                   |
| 1996** | "Kun med Dig"                                                      | Dorthe Andersen & Martin Loft     | -                                   |
| 1997   | "Stemmen i mit liv"                                                | Kølig Kaj (Thomas Lægård)         | 16                                  |
| 1999   | "Denne gang" ("This Time I Mean It)                                | Trine Jepsen & Michael Teschl     | 8                                   |
| 2000   | "Smuk som et stjerneskud" ("Fly on the Wings of Love")             | Brødrene Olsen                    | 1                                   |
| 2001   | "Der står et billede af dig på mit bord" ("Never Ever Let You Go") | Rollo & King (med Signe Svendsen) | 2                                   |
| 2002   | "Vis mig hvem du er" ("Tell Me Who You Are")                       | Malene Winther-Mortensen          | 24                                  |
| 2004   | "Sig det' løgn" ("Shame on You")                                   | Tomas Thordarson                  | 13 (semi)                           |
| 2005   | "Tænder på dig" ("Talking to You)"                                 | Jakob Sveistrup                   | 9                                   |
| 2006   | "Twist of Love"                                                    | Sidsel Ben Semmane                | 18                                  |
| 2007   | "Drama Queen"                                                      | DQ                                | 19 (semi)                           |
| 2008   | "All Night Long"                                                   | Simon Mathew                      | 15                                  |
| 2009   | "Believe Again"                                                    | Niels Brinck                      | 13                                  |
| 2010   | "In a Moment Like This"                                            | Chanée & N'evergreen              | 4                                   |
| 2011   | "New Tomorrow"                                                     | A Friend In London                | 5                                   |
| 2012   | "Should've Known Better"                                           | Soluna Samay                      | 22                                  |
| 2013   | "Only Teardrops"                                                   | Emmelie de Forest                 | 1                                   |
| 2014   | "Cliche love song"                                                 | Basim                             | 9                                   |
| 2015   | "The Way You Are"                                                  | Anti Social Media                 | 13 (semi)                           |
| 2016   | "Soldiers of Love"                                                 | Lighthouse X                      | 17 (semi)                           |
| 2017   | "Where I Am"                                                       | Anja Nissen                       | 20                                  |
| 2018   | "Higher Ground"                                                    | Rasmussen                         | 9                                   |
| 2019   | "Love Is Forever"                                                  | Leonora                           | 12                                  |
| 2020   | "Yes"                                                              | Ben & Tan                         | Inställd                            |
| 2021   | "Øve os på hinanden"                                               | Fyr & Flamme                      | 11 (semi)                           |
| 2022   | "The Show"                                                         | Reddi                             | 13 (semi)                           |
| 2023   | "Breaking My Heart"                                                | Reiley                            | 14 (semi)                           |
| 2024   | "SAND"                                                             | SABA                              | 12 (semi)                           |

* Den första vinnaren, "Skibet skal sejle i nat", borde diskvalificerats, då den användes i filmen Den store gavtyv 1956.

** "Kun med dig" kom inte med till Eurovision Song Contest 1996. Det året hölls en intern uttagning, där den danska melodin togs ut. Sången, som skrevs av Jascha Richter från Michael Learns to Rock (MLTR), gavs slutligen ut av på engelska under titeln "Paint My Love".